# Augusto Fraga
Augusto Fraga (18 settembre 1910 – Lisbona, 6 gennaio 2000) è stato un regista, sceneggiatore, attore e critico cinematografico portoghese.

## Biografia
Prima di esordire con la macchina da presa per il suo primo documentario, del 1940, Augusto Fraga è critico cinematografico.  Nel 1928 è direttore di Cinéfilo rivista portoghese di cinema.  Considerato che, come ha scritto Manoel de Oliveira, il  «cinema portoghese, in due occasioni,  è stato, possiamo dire, tecnicamente equipaggiato allo stesso livello dell’industria cinematografica europea», alla fine del anni Dieci del Novecento e all'inizio degli agli inizi degli anni Trenta, in seguito «al successo commerciale ottenuto con lo sfruttamento in Brasile del primo film sonoro portoghese, A Severa di José Leitão de Barros, Augusto Fraga appartiene a quella generazione di cineasti il cui lavoro inizia dopo il successo dei film di intrattenimento degli anni trenta e quaranta e prima che si affermasse il Cinema Novo Portoghese degli anni Sessanta.  È stato scritto che gli anni Cinquanta sono «i più grigi del cinema portoghese»,  a tal punto da rischiare di perderne la memoria se non fosse per il fatto che la cinematografia portoghese possiede comunque un proprio carattere  che « i rinnovati scenari postmediali ci invitano a ripensare in termini di possibili rilocazioni e rimediazioni».

## Qualche collegamento
Riguardo alla generazione “perduta”  dei cineasti degli anni Quaranta e Cinquanta in Portogallo, insieme ad Augusto Fraga, alla fine degli anni Ottanta, sono stati citati Armando de Miranda, Constantino Esteves, Henrique Campos, Perdigão Queiroga. Nella prima metà del XXI secolo la situazione cambia. La visione storica del cinema portoghese diventa più globale e, grazie anche a internet, che dà possibilità di reperire tanto cinema di ogni epoca, è possibile studiarne i caratteri attraverso sempre nuove visioni. Augusto Fraga ha realizzato film musicali dedicati al Fado in Sangue Toureiro con Amália Rodrigues e alla musica leggera portoghese nel contesto internazionale in Uma Hora de Amor con António Calvário e Madalena Iglésias.

## Filmografia

### Lungometraggi
- O Tarzan do 5o Esquerdo (1958)
- Sangue Toureiro (1958)
- Raça (1961)
- Uma Hora de Amor (1964)
- Traição Inverosímil (1971)

### Cortometraggi
- Portugal, Oito Séculos de História (1940)
- Fado do Emigrante (1947)
- Terra Mãe (1960)